# Forn de la Costa de la Rajoleria
Forn de la Costa de la Rajoleria és un forn del municipi del Port de la Selva inclòs en l'Inventari del Patrimoni Arquitectònic de Catalunya.

## Descripció
Situat al sud del nucli urbà de la població del Port de la Selva, a la zona del Molí de Vent, prop de la carretera GIV-6121i a escassa distància al nord d'un club de tennis, en el traçat del camí vell a la Selva de mar.
Edifici de planta quadrangular, de mides força grans, amb la coberta actualment restituïda. L'accés a la cambra baixa de cocció està situat a la façana de ponent mitjançant dues grans obertures d'arc rebaixat bastides amb estretes lloses de pissarra disposades a sardinell, dins les quals hi ha un altre arc de les mateixes característiques, tot i que de mida més petita que l'exterior. L'interior, tot i que força colgat de terra, presenta diversos arcs rebaixats bastits amb maons. Per la façana posterior es pot accedir a la part superior de l'estructura, on es conserva força bé la graella.
La construcció és bastida en pedra sense treballar de diverses mides disposada de forma regular, amb fragments de material constructiu regularitzant les filades, tot lligat amb terra. A l'interior, l'estructura on s'assenta la graella és fet de maons.

## Història
El forn donà nom al paratge -o "terme" segons la parla local- dit la Costa de la Rajoleria, naturalment de terrenys argilosos, el qual s'estén en part per terres del Port de la Selva (on hi ha el forn) i també de la Selva de Mar. Segons A. Cortada, sembla que aquest forn estaria relacionat amb les reformes del Monestir de Sant Pere de Rodes durant els segles XVII-XVIII.